# Estação Gorhkovskaia (metro de Níjni Novgorod)
Gorhkovskaia (em russo:  Горьковская) é terminus estação da linha Avtosavodskaia (Linha 1) do Metro de Níjni Novgorod, na Rússia. Estação «Gorhkovskaia» está localizada depois as estação «Moskovskaia».